# Nisim Albahari
Nisim Albahari (hebr.: נסים אלבחרי; Tešanj, 28. siječnja 1916. — Sarajevo, 13. prosinca 1991.), bosanskohercegovački je sudionik Narodnooslobodilačke borbe (NOB) i narodni heroj Jugoslavije židovskog podrijetla, društveno-politički radnik SFR Jugoslavije i SR Bosne i Hercegovine. 

## Životopis
Nisim Albahari je rođen 28. siječnja 1916. godine u Tešnju u židovskoj obitelji Avrama Albaharija. U višim razredima gimnazije, koju je završio u Sarajevu, došao je u dodir s revolucionarnom omladinom i sudjelovao je u raznim njenim kulturnim, športskim i političkim djelatnostima.
Poslije završetka škole radio je, kao privatni namještenik u Sarajevu, gdje je istovremeno nastavio i revolucionarnu aktivnost. Posebno se isticao u radu klasnog sindikalnog pokreta u Savezu privatnih namještenika i u SBOTIČ-u. Član Komunističke partije Jugoslavije (KPJ) postao je 1935. godine, a sljedeće godine osuđen je na jednogodišnju robiju koju je izdržao u Sarajevu, beogradskoj Glavnjači i na Adi Ciganliji.
Poslije povratka s robije, 1937. godine, ponovo se posvećuje u partijskom radu, a travnja 1940. godine, poslije povratka s odsluženja vojnog roka, postao je član Mjesnog komiteta KPJ za Sarajevo. Kao poznati partijski član uhićen je i poslan u sabirni logor u Ivanjicu, prosinca 1940. godine, gdje je ostao sve do 29. ožujka 1941. godine.
Poslije okupacije Kraljevine Jugoslavije Albahari je, kao član Mjesnog komiteta, bio aktivan u organiziranju ustanka u Sarajevu i okolini. Radio je na prikupljanju oružja i sanitetskog materijala, jačanju partijskih organizacija. Kasnije je radio na osnivanju prvih partizanskih odreda u okolini Sarajeva. Bio je zamjenik političkog komesara Semizovačke čete.
Prilikom organiziranja partizanskih odreda na sektoru Vareš-Breza, zarobljen je u okolini Vareša i doveden je u ustaški zatvor u Sarajevu. Poslije mučenja, pred samo strijeljanje, uspio je, zajedno s Isom Jovanovićem, tajnikom PK KPJ za BiH, Milutinom Đuraškovićem i Vasom Miskinom, pobjeći iz zatvora te se prebacio na područje Romanije.
Po dolasku na Romaniju, postavljen je za tajnika Okružnog komiteta KPJ za Narodnooslobodilački pokret (NOP) odred Zvijezda, gdje se istakao i kao borac. Tijekom Narodnooslobodilačkog rata bio je: zamjenik političkog komesara čete i bataljona u Šestoj istočno-bosanskoj brigadi, tajnik Okružnog komiteta KPJ za Romaniju, član Oblasnog komiteta KPJ za istočnu Bosnu, šef odjela OZNE za oblast Trećeg korpusa NOVJ i dr.
Poslije oslobođenja Jugoslavije, završio je Visoku školu političkih znanosti u Beogradu i nalazio se na raznim odgovornim dužnostima. Bio je predsjednik Saveza sindikata Sarajeva, član PK KPJ za Bosnu i Hercegovinu i Centralnog komiteta (CK) Komunističke partije Bosne i Hercegovine (KP BIH), od osnivačkog kongresa 1948. godine.
Više od deset godina bio je u Centralnom komitetu načelnik Uprave za kadrove, član Izvršnog komiteta CK KP BiH. U više saziva biran je za poslanika Republike i Savezne skupštine. Bio je ministar rada, u Vladi SR Bosne i Hercegovine, tajnik Izvršnog vijeća, tajnik Skupštine SR Bosne i Hercegovine, predsjednik Organizaciono-političkog vijeća Skupštine SR Bosne i Hercegovine i član Savjeta federacije.
Preminuo je u Sarajevu, 13. siječnja 1991. godine. 

## Odlikovanja
- Orden narodnog heroja
- Orden bratstva i jedinstva sa zlatnim vencem
- Orden za hrabrost
- Orden partizanske zvezde sa srebrnim vencem
- Orden zasluga za narod sa srebrnim zrakama
- Partizanska spomenica 1941.
- Partizanski križ Narodne Republike Poljske

## Vanjske povezice
- Romano, Jaša. 1980. Jevreji Jugoslavije 1941-1945: žrtve genocida i učesnici narodnooslobodilačkog rata. Jevrejski Istorijski Muzej, Saveza jevrejskih opština Jugoslavije. Beograd.
- Narodni heroji Jugoslavije. Mladost. Beograd. 1975